# Adam Gomoła
Adam Michał Gomoła (ur. 20 stycznia 1999 w Opolu) – polski polityk, poseł na Sejm X kadencji.

## Życiorys
Praprawnuk Jana Gomoły, prapraprawnuk Franciszka Gomoły. Ukończył III Publiczne Liceum Ogólnokształcące z Oddziałami Dwujęzycznymi w Opolu (2018) oraz studia licencjackie z finansów i rachunkowości w Szkole Głównej Handlowej w Warszawie (2021). W latach 2021–2023 odbył studia magisterskie z politologii na Uniwersytecie Warszawskim. Rozpoczął również studia magisterskie na kierunku globalny biznes, finanse i zarządzanie na SGH.
Przez kilka lat udzielał się jako sędzia piłkarski. W 2021 podjął pracę w rodzinnym przedsiębiorstwie z branży sanitarno-grzewczej.
Wstąpił do Polski 2050 Szymona Hołowni, wszedł w skład zarządu regionu opolskiego partii i był jej rzecznikiem prasowym w regionie. W wyborach parlamentarnych w 2023 uzyskał mandat posła X kadencji z okręgu opolskiego, startując z pierwszego miejsca na liście koalicji Trzecia Droga i otrzymując 21 923 głosy. Został najmłodszym posłem tej kadencji.
8 marca 2024 Mateusz Majnusz na łamach „Nowej Trybuny Opolskiej” ujawnił rozmowę polityka z lokalnym działaczem, w której Adam Gomoła miał zlecić operację finansową w celu ominięcia limitów finansowania kampanii wyborczej. Tego samego dnia poseł został wykluczony z partii Polska 2050 (decyzją jej zarządu krajowego) i z klubu parlamentarnego swojego ugrupowania.